# Вінченцо Камуччіні
Вінченцо Камуччіні (італ. Vincenzo Camuccini, 22 лютого 1771, Рим — 2 вересня 1844, Рим) — італійський живописець, графік.
Навчався в Римі в Домініко Корві та свого брата П'єтро. Випробував вплив творчості А. Р. Менґса.
Свій перший живопис «Жертвоприношення Ноя» виконав у 14 років.
1802 року став членом Римської академії Святого Луки. 1803 року папою Пієм VII був призначений директором мозаїчної майстерні при соборі Святого Петра. 1814 року став суперінтендантом папських палаців у Ватикані.
Автор портретів Бертеля Торвальдсена й папи Пія VII.
У місті Канталупо-ін-Сабіна створено музей художника.